# Jürgen Herrlein

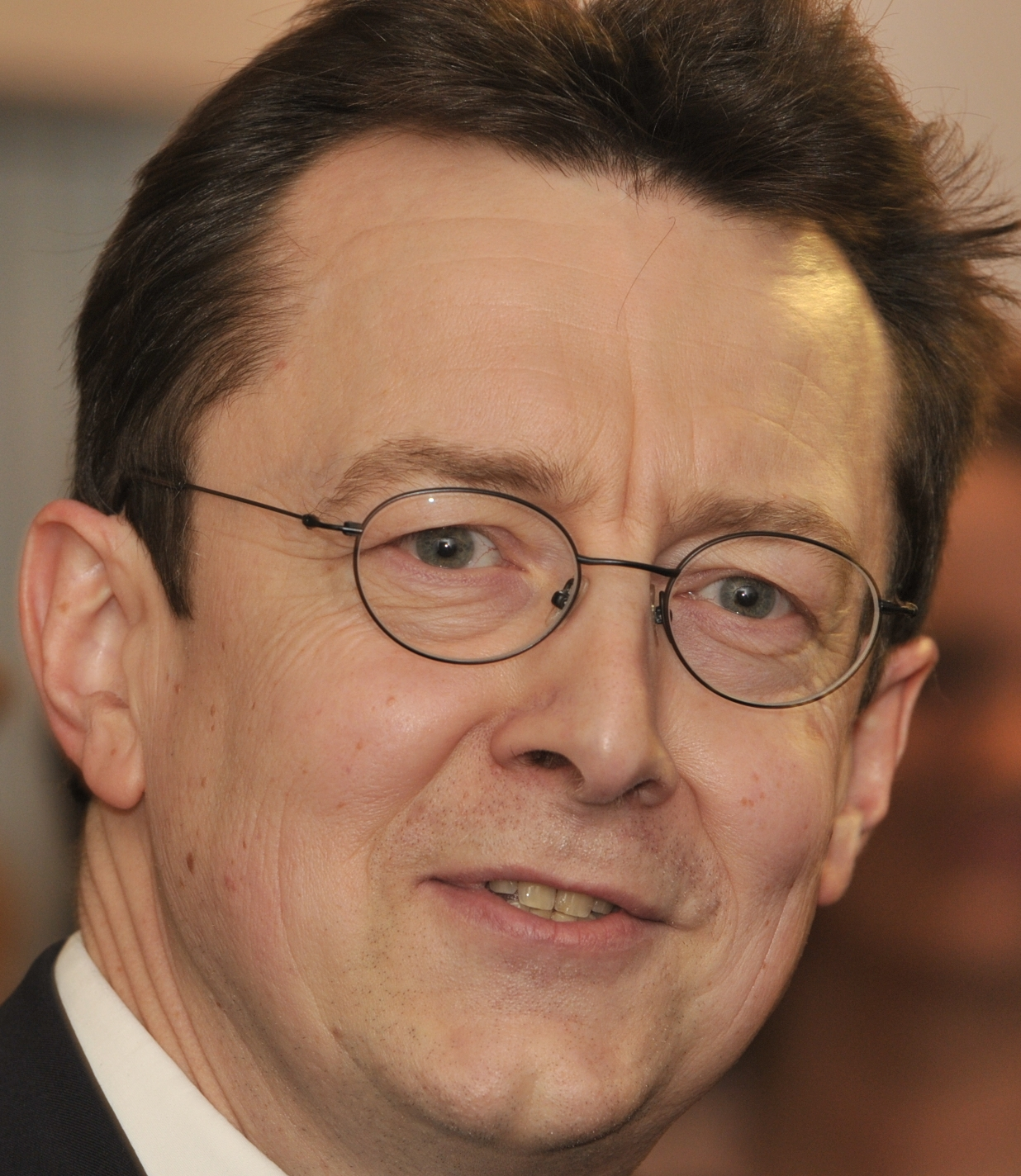
Jürgen Herrlein (2009)

Jürgen Herrlein, född 1962 i Regensburg, Tyskland, är en tysk jurist och studenthistoriker.

## Biografi
Jürgen Herrlein växte upp i Regensburg och Friedrichsdorf/Taunus, Tyskland. Efter gymnasiet 1981 vid Kaiserin-Friedrich-Schule i Bad Homburg vor der Höhe började han 1982 sin juridiska utbildning vid Johann Wolfgang Goethe-Universitetet i Frankfurt/Main där han också tog sin juristexamen. Efter examen och praktiktjänst 1994 tjänstgjorde Jürgen Herrlein som jurist anställd vid ett advokatkontor och i domstolen i Frankfurt am Main. Som delägare arbetade han för ett stort advokatskansli fram till 2000 och därefter som verkställande direktör för ett advokats- och revisionskansli innan han 2007 startade ett eget kansli. Här arbetar han huvudsakligen som affärsjurist. År 2000 specialiserade han sig på skatterätt och år 2005 även i fastighetsrätt. 
Sedan 2005/2006 är han universitetslektor vid Frankfurts universitet och sedan 2006 utgivare av den juridiska tidningen Neue Zeitschrift für Miet- und Wohnungsrecht (NZM). Jürgen Herrlein är medlem i flera studentföreningar: Corps Austria (reception 1987), Borussia-Polonia (1999), Silesia (2000), Masovia (2002) och Tigurinia (2007). Den ekonomiska tidningen Wirtschaftswoche rankade Herrlein 2010 som en av de 25 bästa ledande juristerna i Tyskland för fastighetsrätt. Som juridisk författare forskar och skriver han särskilt om fastighetsrätt och skattelag. I sina historiska publikationer befattar han sig däremot övervägande med studentföreningarnas historia.

### Rättsliga publikationer
- Jürgen Herrlein, Ronald Kandelhard (Hg.): Praxiskommentar Mietrecht, Recklinghausen: ZAP-Verlag, 4. Aufl. 2010, ISBN 978-3-89655-488-8
- Lutz Eiding, Lothar Ruf, Jürgen Herrlein: Öffentliches Baurecht in Hessen für Architekten, Bauingenieure und Juristen, München: C. H. Beck, 2. Aufl. 2007, ISBN 978-3-406-55716-3
- Jürgen Herrlein, Nikolaj Fischer: Kauf, Miete und Unterbringung von Pferden, Berlin: VWF, 2006, ISBN 978-3-89700-436-8
- Steuerrecht in der mietrechtlichen Praxis, Bonn: Deutscher AnwaltVerlag, 2007, ISBN 978-3-89655-266-2, ISBN 978-3-8240-0907-7

### Historiska publikationer
- Die akademische Verbindung Austria Wien, in: Einst und Jetzt, Jahrbuch des Verein für corpsstudentische Geschichtsforschung, Bd. 37, 1992, 293 ff.
- Der Mainzer Revolutionär Paul Stumpf und seine Ahnen, in: Genealogie 1998, S. 356 ff.
- Genealogie der Familie Rothamer aus Rotham bei Straubing, in: Blätter des Bayerischen Landesvereins für Familienkunde, 2002, 37 ff.
- Corps Austria – Corpsgeschichte 1861-2001, Frankfurt am Main 2003
- Jürgen Herrlein, Silvia Amella Mai (Hg.): Josef Neuwirth (1855-1934), Von der Wiege bis zur Bahre, Autobiographie, Frankfurt am Main 2009
- Jürgen Herrlein, Silvia Amella Mai: Heinrich Beer und seine studentischen Erinnerungen an Breslau 1847 bis 1850, Hilden: WJK-Verlag 2009, ISBN 978-3-940891-27-3
- Jürgen Herrlein, Silvia Amella Mai: Georg Zaeschmar und seine studentischen Erinnerungen an Breslau 1873 bis 1875, Hilden: WJK-Verlag 2010, ISBN 978-3-940891-35-8